# Emina Malagich
Emina Malagich (en russe : Эмина Асимовна Малагич), née le 29 août 1995, est une patineuse de vitesse sur piste courte russe.

## Carrière
Elle remporte le relais féminin des Championnats d'Europe 2018 aux côtés de Tatiana Borodulina, Sofia Prosvirnova et Ekaterina Efremenkova.